# Juurakkomaa
Juurakkomaa är ett naturreservat i Överkalix kommun och Övertorneå kommun i Norrbottens län.
Området är naturskyddat sedan 2009 och är 1,7 kvadratkilometer stort. Reservatet omfattar två höjder och bäcken Ahmaoja i öster. Reservatet består av urskogslik barrskog och gransumpskog vid bäcken.